# Victor Boin
Victor Charles Gustave Boin (Burcht, 28 febbraio 1886 – Bruxelles, 31 marzo 1974) è stato un pallanuotista, nuotatore e schermidore belga.

## Carriera
Esordì alle Olimpiadi di Londra nel 1908, disputando il torneo di pallanuoto e gareggiando nei 100m stile libero. Con la squadra belga di pallanuoto sconfisse al primo turno la Nazionale dei Paesi Bassi per 8-1, e successivamente quella svedese per 8-4; in finale i belgi vennero sconfitti 9-2 dalla Gran Bretagna, vincendo la medaglia d'argento. Nel nuoto, invece, non passò il primo turno.
Quattro anni più tardi partecipò, sempre con la squadra di pallanuoto, alle Olimpiadi di Stoccolma, dove la rappresentativa belga si piazzò sul terzo gradino del podio. Oltre alla pallanuoto, Boin si dedicò anche alla scherma, sfiorando il podio nella spada individuale.
Nel 1920 partecipò nuovamente alla spada individuale, perdendo nuovamente, ma ottenne l'argento nella spada a squadre.

## Palmarès

### Pallanuoto
- Argento ai Giochi olimpici di Londra 1908
- Bronzo ai Giochi olimpici di Stoccolma 1912

### Scherma
- Argento ai Giochi olimpici di Anversa 1920 nella spada a squadre

## Curiosità
Boin è anche ricordato per essere stato il primo atleta in assoluto a pronunciare il Giuramento olimpico alle Olimpiadi di Anversa.